# ロバート・ウィリアム・ウッド
ロバート・ウィリアム・ウッド（Robert Williams Wood、1868年5月2日 - 1955年8月11日）は、アメリカ合衆国の物理学者。

## 経歴
マサチューセッツ州生まれ。ハーバード大学、シカゴ大学などで化学を学んだが、1894年にベルリン大学に留学した時、専門を物理学に変えた。1901年からジョンズ・ホプキンス大学の教授に就任。
1901年頃、紫外線だけを透過するフィルターを開発し、このフィルターを使って紫外線に関する研究を進めた。1904年にはナトリウム蒸気の可視・紫外領域の分散を観測している。また天文学の分野でも月の紫外線写真を撮り、月面に紫外線の強い領域を見つけるなど、紫外線の研究に貢献した。医療分野で用いられる紫外線ランプは、ウッドの名前に因んでウッド灯と呼ばれることがある。
この他、N線の発見を巡る騒動に際し、ルネ・ブロンロの実験に立ち会い、N線の発見が幻であることを結論づけている。また低融点合金であるウッドメタルの発明者でもある。1975年にアメリカ光学会によりR・W・ウッド賞が創設された。

## 受賞歴
- 1918年 - マテウチ・メダル
- 1933年 - フレデリック・アイヴズメダル
- 1938年 - ランフォード・メダル（王立協会）
- 1940年 - ヘンリー・ドレイパー・メダル（アメリカ科学アカデミー）

## 命名
- 月のクレータ： ウッド